# Ральф Бегнольд
Бригадний генерал Ральф Алджер Бегнольд, OBE, FRS, (3 квітня 1896 — 28 травня 1990) — англійський дослідник пустель, геолог і військовий.
У 1932 році організував перший зареєстрований перетин Лівійської пустелі зі сходу на захід. Його роботи в галузі еолових процесів лягли в основу книги The Physics of Blown Sand and Desert Dunes, що започаткувала еолову геоморфологію, що об'єднала польові спостереження, експерименти та математичне моделювання [6]. Його робота була використана НАСА при вивченні рельєфу Марс, а дюни Багнольда на поверхні Марса були названі цією організацією на його честь .
Під час Другої світової війни служив у британській армії; заснував підрозділ далекої розвідки, яким командував під час кампанії у Північній Африці.

## Інтернет-ресурси
- Interview mit R.A. Bagnold. (Kurzfilm, englisch; MPG; 206 MB)